# Campus Minden

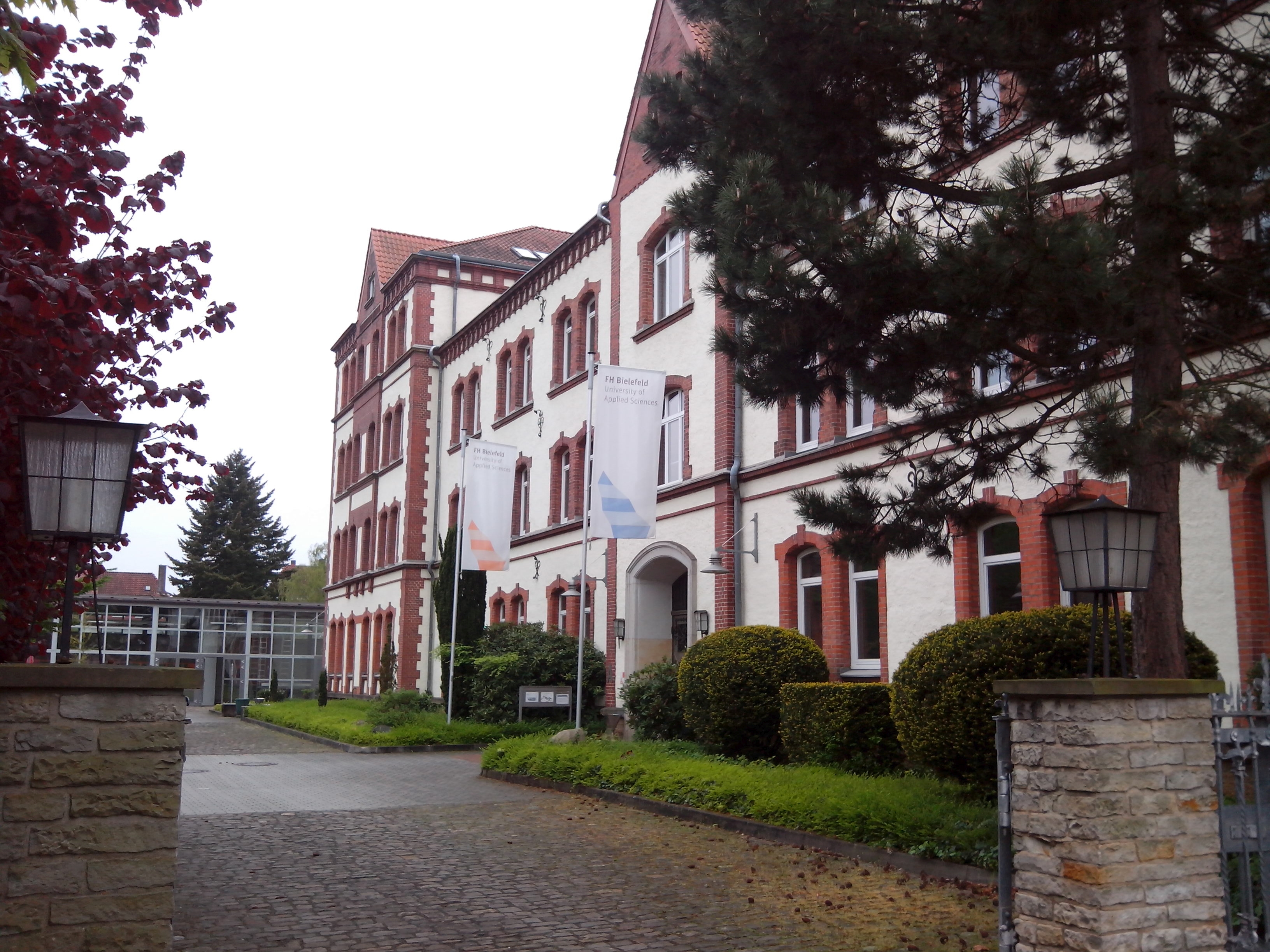
Hauptgebäude des Campus Minden

Der Campus Minden ist Sitz der Hochschule Bielefeld – University of Applied Sciences and Arts (kurz HSBI, bis 18. April 2023 Fachhochschule Bielefeld – University of Applied Sciences) in der ostwestfälischen Stadt Minden in Nordrhein-Westfalen. Er bildet eine Abteilung der Hochschule Bielefeld. Das Gelände an der Artilleriestraße befindet sich am Nordwestrand des Stadtteils Innenstadt.

## Gebäude
Der Campus ist in der denkmalgeschützten Artilleriekaserne in Minden untergebracht. Die Stadt Minden hat die Gebäude 1994 unter der Nummer 488 in Teil A der Denkmalliste der Stadt Minden aufgenommen. Die Gebäude wurden 1996 bis 2002 umfassend renoviert und die Fachhochschule in verschiedenen Gebäuden einquartiert. So wird der Zweck einer gemeinsamen Unterbringung im Sinne eines Campus erfüllt. Vor Ort befinden sich Seminarräume, Hörsäle, Labore, Büros und eine Mensa. Ergänzt werden die historischen Gebäude durch den Neubau von Laboren. Im Juli 2015 wurde ein Neubau auf dem Campus eröffnet, in dem die Campus-Bibliothek, die Mensa, sowie Räume für den Bereich Technik untergebracht sind. Damit bieten sich die räumlichen Voraussetzungen, Vollversammlungen aller Studenten abzuhalten.

## Geschichte
Die Artilleriekaserne wurde 1896/97 durch die Stadt Minden außerhalb der Festung Minden, anstelle einer abgebrochenen älteren Artilleriekaserne östlich des Mindener Domes, erbaut. Die Anlage beherbergte bis 1899 die IV. Abteilung des 2. Westfälischen Feldartillerie-Regiments Nr. 22 und anschließend die II. Abteilung des neu aufgestellten Feldartillerie-Regiments Nr. 58, das 1902 in Mindensches Feldartillerie-Regiment Nr. 58 umbenannt wurde. Für dieses erfolgten in den Jahren 1911 bis 1913 erste Erweiterungen und Umbauten. Ein Kriegerdenkmal auf dem Gelände erinnert bis heute an die Belegung durch das Regiment. Die komplette Kaserne wurde bis zum Ende des Zweiten Weltkrieges militärisch genutzt.
Teile des Gebäudekomplexes dienten auch nach dem Zweiten Weltkrieg bis 1992 den in Minden stationierten Besatzungstruppen der Britischen Rheinarmee als Kaserne, den Springbok Barracks. Erste Gewerbebetriebe bestanden bereits 1949. Abhängig von der Räumung durch die britische Armee kam es in den Folgejahren zur Ansiedlung zusätzlicher Unternehmen im westlichen Teil des Gebietes. Ab etwa 1948 wurden die in der Osthälfte gelegenen Bauten von der Kreisberufsschule genutzt. Die 1964 gegründete Staatliche Ingenieurschule für Bauwesen Minden bildete die Grundlage für den ab Gründung der Fachhochschule Bielefeld im Jahr 1971 in Minden ansässigen Fachbereich „Architektur und Bauingenieurwesen“. Durch die steigenden Studentenzahlen auf über 1000 Studierende im Jahr 2013 wurde der Campus erweitert, das ab 2010 angemietete sogenannte Offiziershaus wurde 2013 von der Hochschule (damals Fachhochschule) gekauft.

## Hochschule
Am Campus sind über 1.600 Studierende eingeschrieben und es werden elf Studiengänge angeboten. Zum Studienangebot zählen die neun Bachelor-Studiengängen Architektur, Bauingenieurwesen, Elektrotechnik, Gesundheits- und Krankenpflege, Informatik, Infrastrukturmanagement, Maschinenbau, Projektmanagement Bau und Wirtschaftsingenieurwesen. Überdies kann ein Studium in den drei Master-Studiengängen Informatik, Integrales Bauen und Integrierte Technologie- und Systementwicklung postgradual fortgeführt werden.
Neben dem klassischen Vollzeitstudium existieren unterschiedliche weitere Studienmodelle. Für den Studiengang Bauingenieurwesen gibt es die Wahl zu einem „kooperativen Modell“, welches das Studium mit einem Teil einer Handwerksausbildung kombiniert. In den Studiengängen Elektrotechnik, Maschinenbau und Wirtschaftsingenieurwesen besteht ein „praxisintegriertes Modell“, bei dem sich etwa vierteljährlich Praxisphasen im Unternehmen und Theoriephasen an der Hochschule abwechseln. Der Studiengang Gesundheits- und Krankenpflege ist als duales Studium gestaltet und bietet damit die Möglichkeit, sowohl den Bachelor-Abschluss als auch eine abgeschlossene Berufsausbildung zu erlangen.